# 생산현황통보

## 개요
공공기록물관리에 관한 법률에서는 "기록물이란 업무와 관련하여 생산하거나 접수한 문서ㆍ도서ㆍ대장ㆍ카드ㆍ도면ㆍ시청각물ㆍ전자문서 등 모든 형태의 기록정보 자료와 행정박물(行政博物)을 말한다“라고 정의하고 있다.

## 업무처리절차
각 공공기관의 처리과에서는 매년 5월 31일까지 법령에서 정의하고 있는 기록물에 대해서 기록관으로 생산현황통보를 하여야 하고 기록관은 8월 31일가지 중앙기록물관리기관에 생산현황을 통보하여야 한다. 처리과에서의 생산현황통보는 전자기록생산시스템을 통하여 이루어지고, 기록관에서의 생산현황통보는 기록관리시스템을 통하여 제출한다.
생산현황통보 절차는 비전자기록물과 전자기록물로 나눌 수 있다.
비전자기록물의 생산현황을 통보할 때에는 기록물 생산현황 통보서식과 기록물 생산현황 통보시스템을 사용한다.

### 관련법조항
공공기록물관리에 관한 법률 제19조 기록물관리 등에 관한 법령 6항은 "공공기관은 기록물의 원활한 수집 및 이관을 위하여 대통령령이 정하는 바에 따라 매년 기록물의 생산현황을 소관 기록물관리기관에 통보하여야 한다. 이 경우 중앙행정기관의 소속 기관에 기록관 또는 특수기록관을 설치한 경우에는 중앙행정기관의 기록관 또는 특수기록관이 그 생산현황을 취합하여 중앙기록물관리기관으로 통보하여야 한다"이며, 생산현황통보에 관해 명시하고 있다.

## 참고 문헌
- 전자기록물관리론/ 임진희 저/ 선인/ 2013
- 공공기관의 생산현황통보에 관한연구/ 황진현/ 한국기록학회, 기록학연구 37, 2013.7, 145-188 (44 pages)
- 2017년도 기록물 생산현황 분석 : 중앙행정기관을 중심으로/ 박지태외 2인/ 한국기록학회, 기록학연구 57, 2018.7, 113-136 (24 pages)

## 관련논문
- 공공기관의 비밀기록물 관리제도 개선방안에 관한 연구 : 생산.보유.재분류 현황을 중심으로

유향미, 韓國外國語大學校 大學院,[2012] [국내석사]